# 语言结构
语言结构是指程序中符合編程語言语法、可以由計算機運行的部分，它可以根据编程语言的规则由一个或多个词法标记组成 。
控制流语句（例如條件運算式、 Foreach循环、While迴圈等）都屬於语言结构，這些不是函数。所以while (true)是一种语言结构，而add(10)是一个函数调用。